# NUTS:UK

Karte der NUTS-1 Regionen im Vereinigten Königreich

Als NUTS:UK oder NUTS-Regionen in dem Vereinigten Königreich bezeichnet man die territoriale Gliederung des Vereinigten Königreichs gemäß der europäischen „Systematik der Gebietseinheiten für die Statistik“ (NUTS).

## Grundlagen
Im Vereinigten Königreich werden die drei NUTS-Ebenen wie folgt belegt:
- NUTS-1: Regionen
- NUTS-2: Grafschaften
- NUTS-3: Districts und Boroughs

## NUTS-Codes
| NUTS 1 | Code  | NUTS 2 | Code  | NUTS 3 | Code  |
| --- | ----- | --- | ----- | --- | ----- |
| North East, England                                                                                                | UKC   | Tees Valley and Durham                                                                                                   | UKC1  | Hartlepool and Stockton-on-Tees                                                                                             | UKC11 |
| |       | Tees Valley and Durham                                                                                                   | UKC1  | South Teesside (Middlesbrough and Redcar and Cleveland)                                                                     | UKC12 |
| Darlington | UKC13 | Tees Valley and Durham                                                                                                   | UKC1  | |       |
| County Durham | UKC14 | Tees Valley and Durham                                                                                                   | UKC1  | |       |
| Northumberland and Tyne and Wear                                                                                   | UKC2  | Northumberland | UKC21 | |       |
| Northumberland and Tyne and Wear                                                                                   | UKC2  | Tyne and Wear (Newcastle upon Tyne, Gateshead, South Tyneside, North Tyneside)                                           | UKC22 | |       |
| Northumberland and Tyne and Wear                                                                                   | UKC2  | Sunderland | UKC23 | |       |
| North West, England                                                                                                | UKD   | Cumbria | UKD1  | West Cumbria (Allerdale, Barrow-in-Furness, Copeland)                                                                       | UKD11 |
| |       | Cumbria | UKD1  | East Cumbria (Carlisle, Eden, South Lakeland)                                                                               | UKD12 |
| Cheshire | UKD6  | Warrington | UKD61 | |       |
| Cheshire | UKD6  | Cheshire East | UKD62 | |       |
| Cheshire | UKD6  | Cheshire West and Chester                                                                                                | UKD63 | |       |
| Greater Manchester                                                                                                 | UKD3  | Greater Manchester South (Manchester, Salford, Stockport, Tameside, Trafford)                                            | UKD31 | |       |
| Greater Manchester                                                                                                 | UKD3  | Greater Manchester North (Bolton, Bury, Oldham, Rochdale, Wigan)                                                         | UKD32 | |       |
| Lancashire | UKD4  | Blackburn with Darwen | UKD41 | |       |
| Lancashire | UKD4  | Blackpool | UKD42 | |       |
| Lancashire | UKD4  | Lancashire CC | UKD43 | |       |
| Merseyside | UKD7  | East Merseyside (Knowsley, St Helens and Halton)                                                                         | UKD71 | |       |
| Merseyside | UKD7  | Liverpool | UKD72 | |       |
| Merseyside | UKD7  | Sefton | UKD73 | |       |
| Merseyside | UKD7  | Wirral | UKD74 | |       |
| Yorkshire and the Humber, England                                                                                  | UKE   | East Riding and North Lincolnshire                                                                                       | UKE1  | Kingston upon Hull | UKE11 |
| |       | East Riding and North Lincolnshire                                                                                       | UKE1  | East Riding of Yorkshire | UKE12 |
| North and North East Lincolnshire                                                                                  | UKE13 | East Riding and North Lincolnshire                                                                                       | UKE1  | |       |
| North Yorkshire | UKE2  | York | UKE21 | |       |
| North Yorkshire | UKE2  | North Yorkshire CC | UKE22 | |       |
| South Yorkshire | UKE3  | Barnsley, Doncaster and Rotherham                                                                                        | UKE31 | |       |
| South Yorkshire | UKE3  | Sheffield | UKE32 | |       |
| West Yorkshire | UKE4  | Bradford | UKE41 | |       |
| West Yorkshire | UKE4  | Leeds | UKE42 | |       |
| West Yorkshire | UKE4  | Calderdale and Kirklees                                                                                                  | UKE44 | |       |
| West Yorkshire | UKE4  | Wakefield | UKE45 | |       |
| East Midlands, England                                                                                             | UKF   | Derbyshire and Nottinghamshire                                                                                           | UKF1  | Derby | UKF11 |
| |       | Derbyshire and Nottinghamshire                                                                                           | UKF1  | East Derbyshire (Bolsover, Chesterfield, North East Derbyshire)                                                             | UKF12 |
| South and West Derbyshire (Amber Valley, Derbyshire Dales, Erewash, High Peak, South Derbyshire)                   | UKF13 | Derbyshire and Nottinghamshire                                                                                           | UKF1  | |       |
| Nottingham | UKF14 | Derbyshire and Nottinghamshire                                                                                           | UKF1  | |       |
| North Nottinghamshire (Ashfield, Bassetlaw, Mansfield, Newark and Sherwood)                                        | UKF15 | Derbyshire and Nottinghamshire                                                                                           | UKF1  | |       |
| South Nottinghamshire (Broxtowe, Gedling, Rushcliffe)                                                              | UKF16 | Derbyshire and Nottinghamshire                                                                                           | UKF1  | |       |
| Leicestershire, Rutland and Northamptonshire                                                                       | UKF2  | Leicester | UKF21 | |       |
| Leicestershire, Rutland and Northamptonshire                                                                       | UKF2  | Leicestershire CC and Rutland                                                                                            | UKF22 | |       |
| Leicestershire, Rutland and Northamptonshire                                                                       | UKF2  | West Northamptonshire (Northampton, Daventry and South Northamptonshire)                                                 | UKF24 | |       |
| Leicestershire, Rutland and Northamptonshire                                                                       | UKF2  | North Northamptonshire (East Northamptonshire, Corby, Wellingborough and Kettering)                                      | UKF25 | |       |
| Lincolnshire | UKF3  | Lincolnshire CC | UKF30 | |       |
| West Midlands, England                                                                                             | UKG   | Herefordshire, Worcestershire and Warwickshire                                                                           | UKG1  | Herefordshire | UKG11 |
| |       | Herefordshire, Worcestershire and Warwickshire                                                                           | UKG1  | Worcestershire CC | UKG12 |
| Warwickshire CC | UKG13 | Herefordshire, Worcestershire and Warwickshire                                                                           | UKG1  | |       |
| Shropshire and Staffordshire                                                                                       | UKG2  | Telford and Wrekin | UKG21 | |       |
| Shropshire and Staffordshire                                                                                       | UKG2  | Shropshire CC | UKG22 | |       |
| Shropshire and Staffordshire                                                                                       | UKG2  | Stoke-on-Trent | UKG23 | |       |
| Shropshire and Staffordshire                                                                                       | UKG2  | Staffordshire CC | UKG24 | |       |
| West Midlands | UKG3  | Birmingham | UKG31 | |       |
| West Midlands | UKG3  | Solihull | UKG32 | |       |
| West Midlands | UKG3  | Coventry | UKG33 | |       |
| West Midlands | UKG3  | Dudley | UKG36 | |       |
| West Midlands | UKG3  | Sandwell | UKG37 | |       |
| West Midlands | UKG3  | Walsall | UKG38 | |       |
| West Midlands | UKG3  | Wolverhampton | UKG39 | |       |
| East of England | UKH   | East Anglia | UKH1  | Peterborough | UKH11 |
| |       | East Anglia | UKH1  | Cambridgeshire CC | UKH12 |
| Norfolk | UKH13 | East Anglia | UKH1  | |       |
| Suffolk | UKH14 | East Anglia | UKH1  | |       |
| Bedfordshire and Hertfordshire                                                                                     | UKH2  | Luton | UKH21 | |       |
| Bedfordshire and Hertfordshire                                                                                     | UKH2  | Bedford | UKH24 | |       |
| Bedfordshire and Hertfordshire                                                                                     | UKH2  | Central Bedfordshire | UKH25 | |       |
| Bedfordshire and Hertfordshire                                                                                     | UKH2  | Hertfordshire CC | UKH23 | |       |
| Essex | UKH3  | Southend-on-Sea | UKH31 | |       |
| Essex | UKH3  | Thurrock | UKH32 | |       |
| Essex | UKH3  | Essex CC | UKH33 | |       |
| London, England | UKI   | Inner London | UKI1  | West Inner London (City of London, Camden, Hammersmith and Fulham, Kensington and Chelsea, Wandsworth, City of Westminster) | UKI11 |
| |       | Inner London | UKI1  | East Inner London (Hackney, Haringey, Islington, Lambeth, Lewisham, Newham, Southwark, Tower Hamlets)                       | UKI12 |
| Outer London | UKI2  | East and North East Outer London (Barking and Dagenham, Bexley, Enfield, Greenwich, Havering, Redbridge, Waltham Forest) | UKI21 | |       |
| Outer London | UKI2  | South Outer London (Bromley, Croydon, Kingston upon Thames, Merton, Sutton)                                              | UKI22 | |       |
| Outer London | UKI2  | West and North West Outer London (Barnet, Brent, Ealing, Harrow, Hillingdon, Hounslow, Richmond upon Thames)             | UKI23 | |       |
| South East, England                                                                                                | UKJ   | Berkshire, Buckinghamshire, and Oxfordshire                                                                              | UKJ1  | Berkshire | UKJ11 |
| |       | Berkshire, Buckinghamshire, and Oxfordshire                                                                              | UKJ1  | Milton Keynes | UKJ12 |
| Buckinghamshire CC                                                                                                 | UKJ13 | Berkshire, Buckinghamshire, and Oxfordshire                                                                              | UKJ1  | |       |
| Oxfordshire | UKJ14 | Berkshire, Buckinghamshire, and Oxfordshire                                                                              | UKJ1  | |       |
| Surrey, East and West Sussex                                                                                       | UKJ2  | Brighton and Hove | UKJ21 | |       |
| Surrey, East and West Sussex                                                                                       | UKJ2  | East Sussex CC | UKJ22 | |       |
| Surrey, East and West Sussex                                                                                       | UKJ2  | Surrey | UKJ23 | |       |
| Surrey, East and West Sussex                                                                                       | UKJ2  | West Sussex CC | UKJ24 | |       |
| Hampshire and Isle of Wight                                                                                        | UKJ3  | Portsmouth | UKJ31 | |       |
| Hampshire and Isle of Wight                                                                                        | UKJ3  | Southampton | UKJ32 | |       |
| Hampshire and Isle of Wight                                                                                        | UKJ3  | Hampshire CC | UKJ33 | |       |
| Hampshire and Isle of Wight                                                                                        | UKJ3  | Isle of Wight | UKJ34 | |       |
| Kent | UKJ4  | Medway | UKJ41 | |       |
| Kent | UKJ4  | Kent CC | UKJ42 | |       |
| South West, England                                                                                                | UKK   | Gloucestershire, Wiltshire and Bristol/Bath area                                                                         | UKK1  | Bristol | UKK11 |
| |       | Gloucestershire, Wiltshire and Bristol/Bath area                                                                         | UKK1  | Bath and North East Somerset, North Somerset and South Gloucestershire                                                      | UKK12 |
| Gloucestershire CC                                                                                                 | UKK13 | Gloucestershire, Wiltshire and Bristol/Bath area                                                                         | UKK1  | |       |
| Swindon | UKK14 | Gloucestershire, Wiltshire and Bristol/Bath area                                                                         | UKK1  | |       |
| Wiltshire | UKK15 | Gloucestershire, Wiltshire and Bristol/Bath area                                                                         | UKK1  | |       |
| Dorset and Somerset                                                                                                | UKK2  | Bournemouth and Poole | UKK21 | |       |
| Dorset and Somerset                                                                                                | UKK2  | Dorset CC | UKK22 | |       |
| Dorset and Somerset                                                                                                | UKK2  | Somerset | UKK23 | |       |
| Cornwall and Isles of Scilly                                                                                       | UKK3  | Cornwall and Isles of Scilly                                                                                             | UKK30 | |       |
| Devon | UKK4  | Plymouth | UKK41 | |       |
| Devon | UKK4  | Torbay | UKK42 | |       |
| Devon | UKK4  | Devon CC | UKK43 | |       |
| Wales | UKL   | West Wales and The Valleys                                                                                               | UKL1  | Isle of Anglesey | UKL11 |
| |       | West Wales and The Valleys                                                                                               | UKL1  | Gwynedd | UKL12 |
| Conwy and Denbighshire                                                                                             | UKL13 | West Wales and The Valleys                                                                                               | UKL1  | |       |
| South West Wales (Ceredigion, Carmarthenshire, Pembrokeshire)                                                      | UKL14 | West Wales and The Valleys                                                                                               | UKL1  | |       |
| Central Valleys (Merthyr Tydfil, Rhondda Cynon Taf)                                                                | UKL15 | West Wales and The Valleys                                                                                               | UKL1  | |       |
| Gwent Valleys (Blaenau Gwent, Caerphilly, Torfaen)                                                                 | UKL16 | West Wales and The Valleys                                                                                               | UKL1  | |       |
| Bridgend and Neath Port Talbot                                                                                     | UKL17 | West Wales and The Valleys                                                                                               | UKL1  | |       |
| Swansea | UKL18 | West Wales and The Valleys                                                                                               | UKL1  | |       |
| East Wales | UKL2  | Monmouthshire and Newport                                                                                                | UKL21 | |       |
| East Wales | UKL2  | Cardiff and Vale of Glamorgan                                                                                            | UKL22 | |       |
| East Wales | UKL2  | Flintshire and Wrexham                                                                                                   | UKL23 | |       |
| East Wales | UKL2  | Powys | UKL24 | |       |
| Scotland | UKM   | Eastern Scotland | UKM2  | Angus and Dundee | UKM21 |
| |       | Eastern Scotland | UKM2  | Clackmannanshire and Fife                                                                                                   | UKM22 |
| East Lothian and Midlothian                                                                                        | UKM23 | Eastern Scotland | UKM2  | |       |
| Scottish Borders                                                                                                   | UKM24 | Eastern Scotland | UKM2  | |       |
| Edinburgh | UKM25 | Eastern Scotland | UKM2  | |       |
| Falkirk | UKM26 | Eastern Scotland | UKM2  | |       |
| Perth and Kinross, and Stirling                                                                                    | UKM27 | Eastern Scotland | UKM2  | |       |
| West Lothian | UKM28 | Eastern Scotland | UKM2  | |       |
| South Western Scotland                                                                                             | UKM3  | East Dunbartonshire, West Dunbartonshire, and Helensburgh and Lomond                                                     | UKM31 | |       |
| South Western Scotland                                                                                             | UKM3  | Dumfries and Galloway | UKM32 | |       |
| South Western Scotland                                                                                             | UKM3  | East and North Ayrshire mainland                                                                                         | UKM33 | |       |
| South Western Scotland                                                                                             | UKM3  | Glasgow | UKM34 | |       |
| South Western Scotland                                                                                             | UKM3  | Inverclyde, East Renfrewshire, and Renfrewshire                                                                          | UKM35 | |       |
| South Western Scotland                                                                                             | UKM3  | North Lanarkshire | UKM36 | |       |
| South Western Scotland                                                                                             | UKM3  | South Ayrshire | UKM37 | |       |
| South Western Scotland                                                                                             | UKM3  | South Lanarkshire | UKM38 | |       |
| North Eastern Scotland                                                                                             | UKM5  | Aberdeen and Aberdeenshire                                                                                               | UKM50 | |       |
| Highlands and Islands                                                                                              | UKM6  | Caithness and Sutherland, and Ross and Cromarty                                                                          | UKM61 | |       |
| Highlands and Islands                                                                                              | UKM6  | Inverness, Nairn, Moray, and Badenoch and Strathspey                                                                     | UKM62 | |       |
| Highlands and Islands                                                                                              | UKM6  | Lochaber, Skye and Lochalsh, Arran and Cumbrae, and Argyll and Bute (except Helensburgh and Lomond)                      | UKM63 | |       |
| Highlands and Islands                                                                                              | UKM6  | Eilean Siar (Western Isles)                                                                                              | UKM64 | |       |
| Highlands and Islands                                                                                              | UKM6  | Orkney Islands | UKM65 | |       |
| Highlands and Islands                                                                                              | UKM6  | Shetland Islands | UKM66 | |       |
| Northern Ireland                                                                                                   | UKN   | Northern Ireland | UKN0  | Belfast | UKN01 |
| |       | Northern Ireland | UKN0  | Outer Belfast (Carrickfergus, Castlereagh, Lisburn, Newtownabbey, North Down)                                               | UKN02 |
| East of Northern Ireland (Antrim, Ards, Ballymena, Banbridge, Craigavon, Down, Larne)                              | UKN03 | Northern Ireland | UKN0  | |       |
| North of Northern Ireland (Ballymoney, Coleraine, Derry, Limavady, Moyle, Strabane)                                | UKN04 | Northern Ireland | UKN0  | |       |
| West and South of Northern Ireland (Armagh, Cookstown, Dungannon, Fermanagh, Magherafelt, Newry and Mourne, Omagh) | UKN05 | Northern Ireland | UKN0  | |       |